# Campionati del mondo di atletica leggera 2023 - Salto con l'asta femminile
La specialità del Salto con l'asta femminile dei campionati del mondo di atletica leggera 2023 si svolge tra il 21 e 23 agosto 2023 al Centro nazionale di atletica leggera di Budapest, in Ungheria.

## Podio
| Pos.   | Atleta       | Nazionalità | Tempo    |
| ------ | ------------ | ----------- | -------- |
| Oro    | Nina Kennedy | Australia   | 4,90 m = |
| Oro    | Katie Moon   | Stati Uniti | 4,90 m = |
| Bronzo | Wilma Murto  | Finlandia   | 4,80 m = |

## Situazione pre-gara

### Record
Prima di questa competizione, il record del mondo (RM) e il record dei campionati (RC) erano i seguenti.
| Record                | Prestazione | Atleta                   | Data                               | Competizione  |
| --------------------- | ----------- | ------------------------ | ---------------------------------- | ------------- |
| Record mondiale       | 5,06 m      | Yelena Isinbayeva Russia | 28 agosto 2009 Zurigo, Svizzera    |               |
| Record europeo        | 5,06 m      | Yelena Isinbayeva Russia | 28 agosto 2009 Zurigo, Svizzera    |               |
| Record dei campionati | 5,01 m      | Yelena Isinbayeva Russia | 12 agosto 2005 Helsinki, Finlandia | Mondiali 2005 |

### Campionesse in carica
Le campionesse in carica a livello mondiale e olimpico erano:
| Campionessa | Atleta                     | Prestazione | Data                                         | Competizione         |
| ----------- | -------------------------- | ----------- | -------------------------------------------- | -------------------- |
| Olimpica    | Katie Nageotte Stati Uniti | 4,90 m      | 5 agosto 2021 Tokyo, Giappone                | Giochi olimpici 2021 |
| Mondiale    | Katie Nageotte Stati Uniti | 4,85 m      | 17 luglio 2022 Eugene, Stati Uniti d'America | Mondiali 2022        |

### La stagione
Prima di questa gara, le atlete con le migliori tre prestazioni dell'anno erano:
| Pos. | Atleta                        | Prestazione | Data                                        |
| ---- | ----------------------------- | ----------- | ------------------------------------------- |
| 1    | Katie Moon Stati Uniti        | 4,90 m      | 9 luglio 2023 Eugene, Stati Uniti d'America |
| 2    | Eliza McCartney Nuova Zelanda | 4,85 m      | 30 luglio 2023 Schifflange, Marocco         |
| 3    | Wilma Murto Finlandia         | 4,80 m      | 23 luglio 2023 Londra, Gran Bretagna        |

## Risultati

### Qualificazioni
Le qualificazioni si sono disputate a partire dalle 10:41 del 21 agosto. Accedono alla finale le atlete di ogni Gruppo che raggiungono la misura di 4,65 m (Q) o almeno le 12 migliori performance (q).

#### Gruppo A
| Pos | Atleta               | Nazionalità   | 4,20 | 4,35 | 4,50 | 4,60 | 4,65 | Misura | Note                                     |
| --- | -------------------- | ------------- | ---- | ---- | ---- | ---- | ---- | ------ | ---------------------------------------- |
| 1   | Katie Moon           | Stati Uniti   | -    | -    | o    | o    | o    | 4,65 m | Q                                        |
| 1   | Wilma Murto          | Finlandia     | -    | o    | o    | o    | o    | 4,65 m | Q                                        |
| 1   | Robeilys Peinado     | Venezuela     | -    | o    | o    | o    | o    | 4,65 m | Q                                        |
| 4   | Angelica Moser       | Svizzera      | -    | o    | o    | o    | xxo  | 4,65 m | Q                                        |
| 5   | Amálie Švábíková     | Rep. Ceca     | -    | o    | o    | xo   | xo   | 4,65 m | Q                                        |
| 6   | Sandi Morris         | Stati Uniti   | -    | -    | xo   | xo   | xo   | 4,65 m | Q                                        |
| 7   | Ling Li              | Cina          | o    | o    | xxo  | o    | xxx  | 4,60 m |                                          |
| 8   | Ninon Chapelle       | Francia       | -    | o    | o    | xo   | xxx  | 4,60 m | Miglior prestazione personale stagionale |
| 9   | Lene Onsrud Retzius  | Norvegia      | -    | xo   | xxo  | xxo  | xxx  | 4,60 m | Miglior prestazione personale stagionale |
| 10  | Michaela Meijer      | Svezia        | xo   | o    | o    | x-   | xx   | 4,50 m |                                          |
| 11  | Imogen Ayris         | Nuova Zelanda | o    | o    | xo   | xxx  |      | 4,50 m |                                          |
| 11  | Alysha Newman        | Canada        | -    | o    | xo   | xxx  |      | 4,50 m |                                          |
| 13  | Olivia McTaggart     | Nuova Zelanda | -    | o    | xxx  |      |      | 4,35 m |                                          |
| 14  | Anjuli Knäsche       | Germania      | xo   | o    | xxx  |      |      | 4,35 m |                                          |
| 15  | Eleni-Klaoudia Polak | Grecia        | o    | xo   | xxx  |      |      | 4,35 m |                                          |
| 16  | Holly Bradshaw       | Regno Unito   | -    | xxo  | x-   | xx   |      | 4,35 m |                                          |
| 16  | Roberta Bruni        | Italia        | o    | xxo  | xxx  |      |      | 4,35 m |                                          |
| 16  | Elien Vekemans       | Belgio        | o    | xxo  | xxx  |      |      | 4,35 m |                                          |
|     | Mirè Reinstorf       | Sudafrica     |      |      |      |      |      | nm     |                                          |

#### Gruppo B
| Pos | Atleta                  | Nazionalità   | 4,20 | 4,35 | 4,50 | 4,60 | 4,65 | Misura | Note                          |
| --- | ----------------------- | ------------- | ---- | ---- | ---- | ---- | ---- | ------ | ----------------------------- |
| 1   | Nina Kennedy            | Australia     | -    | -    | o    | o    | o    | 4,65 m | Q                             |
| 2   | Hana Moll               | Stati Uniti   | o    | o    | o    | o    | xo   | 4,65 m | Q                             |
| 3   | Bridget Williams        | Stati Uniti   | -    | xo   | xo   | o    | xo   | 4,65 m | Q                             |
| 4   | Elisa Molinarolo        | Italia        | o    | o    | o    | o    | xxo  | 4,65 m | Q                             |
| 4   | Tina Šutej              | Slovenia      | -    | o    | o    | o    | xxo  | 4,65 m | Q                             |
| 6   | Molly Caudery           | Gran Bretagna | -    | o    | xo   | o    | xxo  | 4,65 m | Q                             |
| 7   | Chunge Niu              | Cina          | -    | o    | o    | xx-  | x    | 4,50 m |                               |
| 8   | Hanga Klekner           | Ungheria      | o    | o    | xo   | xxx  |      | 4,50 m | Miglior prestazione personale |
| 9   | Margot Chevrier         | Francia       | -    | xo   | xo   | xxx  |      | 4,50 m |                               |
| 10  | Juliana de Menis Campos | Brasile       | o    | o    | xxo  | xxx  |      | 4,50 m |                               |
| 10  | Elina Lampela           | Finlandia     | o    | o    | xxo  | xxx  |      | 4,50 m |                               |
| 12  | Caroline Bonde Holm     | Danimarca     | o    | o    | xxx  |      |      | 4,35 m |                               |
| 12  | Anicka Newell           | Canada        | o    | o    | xxx  |      |      | 4,35 m |                               |
| 14  | Marie-Julie Bonnin      | Francia       | -    | xxo  | xxx  |      |      | 4,35 m |                               |
|     | Eliza McCartney         | Nuova Zelanda | -    | -    | xxx  |      |      | nm     |                               |
|     | Aikaterini Stefanidi    | Grecia        | -    | -    | xxx  |      |      | nm     |                               |
|     | Huiqin Xu               | Cina          | -    | xxx  |      |      |      | nm     |                               |
|     | Saga Andersson          | Finlandia     | xxx  |      |      |      |      | nm     |                               |

### Finale
La finale si disputa alle 19:32 (ora locale di Budapest) del 23 agosto.
| Pos    | Atleta           | Nazionalità   | 4,30 | 4,50 | 4,65 | 4,75 | 4,80 | 4,85 | 4,90 | 4,95 | Risultato | Note                          |
| ------ | ---------------- | ------------- | ---- | ---- | ---- | ---- | ---- | ---- | ---- | ---- | --------- | ----------------------------- |
| Oro    | Nina Kennedy     | Australia     | -    | o    | o    | xo   | o    | o    | xxo  | xxx  | 4,90 m    | =                             |
| Oro    | Katie Moon       | Stati Uniti   | -    | o    | o    | -    | xo   | o    | xxo  | xxx  | 4,90 m    | =                             |
| Bronzo | Wilma Murto      | Finlandia     | -    | o    | o    | o    | o    | xxx  |      |      | 4,80 m    | =                             |
| 4      | Tina Šutej       | Slovenia      | o    | o    | o    | xo   | o    | xxx  |      |      | 4,80 m    | Record nazionale              |
| 5      | Molly Caudery    | Gran Bretagna | xo   | o    | o    | xxo  | x-   | xx   |      |      | 4,75 m    | Miglior prestazione personale |
| 5      | Angelica Moser   | Svizzera      | o    | o    | xo   | xxo  | xxx  |      |      |      | 4,75 m    | =                             |
| 7      | Sandi Morris     | Stati Uniti   | -    | o    | o    | xxx  |      |      |      |      | 4,65 m    |                               |
| 8      | Robeilys Peinado | Venezuela     | o    | o    | xo   | xxx  |      |      |      |      | 4,65 m    | =                             |
| 9      | Elisa Molinarolo | Italia        | o    | o    | xxx  |      |      |      |      |      | 4,50 m    |                               |
| 9      | Hana Moll        | Stati Uniti   | o    | o    | xxx  |      |      |      |      |      | 4,50 m    |                               |
| 11     | Amálie Švábíková | Rep. Ceca     | xo   | o    | xxx  |      |      |      |      |      | 4,50 m    |                               |
| 12     | Bridget Williams | Stati Uniti   | o    | xo   | xxx  |      |      |      |      |      | 4,50 m    |                               |